# Tribrachiorus suarezi
Tribrachiorus suarezi är en mångfotingart som beskrevs av Vohland 1998. Tribrachiorus suarezi ingår i släktet Tribrachiorus och familjen Aphelidesmidae. Inga underarter finns listade i Catalogue of Life.